# 1947 у Тернопільській області
| Роки в Тернопільській області 1920 • 1921 • 1922 • 1923 • 1924 • 1925 • 1926 • 1927 • 1928 • 1929 • 1930 • 1931 • 1932 • 1933 • 1934 • 1935 • 1936 • 1937 • 1938 • 1939 • 1940 • 1941 • 1942 • 1943 • 1944 • 1945 • 1946 • 1947 • 1948 • 1949 • 1950 • 1951 • 1952 • 1953 • 1954 • 1955 • 1956 • 1957 • 1958 • 1959 • 1960 • 1961 • 1962 • 1963 • 1964 • 1965 • 1966 • 1967 • 1968 • 1969 • 1970 • 1971 • 1972 • 1973 • 1974 • 1975 • 1976 • 1977 • 1978 • 1979 • 1980 • 1981 • 1982 • 1983 • 1984 • 1985 • 1986 • 1987 • 1988 • 1989 • 1990 • 1991 • 1992 • 1993 • 1994 • 1995 • 1996 • 1997 • 1998 • 1999 • → Див. також: XIX століття • XXI століття |

## З'явилися
- у Добрівлянах Заліщицького району засновано народний аматорський хор «Добровляни», організаторами були Іван Романко та Микола Федорашко.
- розпочалися щорічні Кубок та Чемпіонат Тернопільської області з футболу. Першим володарем Кубку та Чемпіонату стала команда «Локомотив» з Тернополя.

## Особи

### Народилися
- 7 січня — українська акторка Віра Самчук, нар. у Зеленому Гаї на Заліщанщині
- 11 січня — українська музикознавиця, філософ Неоніла Бабій-Очеретовська
- 15 січня — народний депутат України 1-го скликання Іван Валеня, нар. у Тарасівці на Збаражчині
- 28 січня — український лікар-пульмонолог, науковець, літератор Богдан Бугай, нар. у Саранчуках на Бережанщині
- 22 лютого — український вчений Юрій Зелінський, нар. у Борщеві, пом. 2017 у Шегинях на Львівщині
- 6 березня — український журналіст, публіцист, громадський діяч Михайло Баліцький, нар. у Монастириськах, пом. 1997 у Кременці
- 9 березня — український військовий діяч Петро Процик, нар. у Лопушанах на Зборівщині
- 24 березня — український поет, публіцист, редактор, громадський діяч Євген Безкоровайний, нар. у Ворвулинцях на Заліщанщині, пом. 2015 у Тернополі
- 25 лютого — український архітектор Михайло Нетриб'як, нар. у Трибухівцях на Бучаччині
- 19 березня — український педагог, фольклорист, народознавець, режисер, сценарист Михайло Крищук, нар. у Колодіївці на Підволочищині
- 1 квітня — український громадсько-політичний діяч Микола Мармус, нар. у Росохачі на Чортківщині
- 9 квітня — український поет, публіцист, журналіст, редактор Данило Теличин, нар. в Осташівцях на Зборівщині, пом. 2010 у Тернополі
- 6 квітня — український вчений-математик, педагог, громадський діяч Володимир Кравець, нар. у Гусятині
- 16 квітня — римо-католицький релігійний діяч, львівський єпископ-помічник у 1991—1998 роках, луцький єпископ у 1998—2012 Маркіян Трофим'як, нар. у Козові
- 18 квітня — українська лікарка, поетка, перекладачка, громадсько-політична діячка Ганна Костів-Гуска, нар. у Бабинцях на Борщівщині
- 12 травня — радянський футболіст Іван Махно, нар. у Монастириськах
- 28 травня — український військовик, головнокомандувач Військово-повітряних сил України у 2002—2004 Ярослав Скалько, нар. на Борщівщині
- 8 червня — український художник Тарас Ващук, нар. у Нагірянці на Чортківщині
- 19 червня — український письменник, економіст, громадський діяч Богдан Андрушків, нар. у Метенові на Зборівщині
- 9 серпня — український журналіст, видавець Ігор Мороз, нар. у Чабарівці на Гусятинщині, пом. 2009 у Тернополі
- 21 вересня — українська письменниця, перекладачка, педагог Любов Гонтарук, нар. у Великому Кунинці на Збаражчині
- 28 вересня — український історик, краєзнавець, педагог, громадський діяч Степан Бубернак, нар. у Салівці (нині Ягільниця) на Чортківщині
- 8 жовтня — український художник, іконописець Роман Василик, нар. у Бариші на Бучаччині
- 14 жовтня — український господарник Лука Антонюк, нар. у Пізнанці (нині Поділля) на Підволочищині
- 17 жовтня — український митець, майстер художньої обробки м'яких порід каменю Дмитро Мимрик, нар. у Великому Говилові на Теребовлянщині
- 18 жовтня — український перекладознавець, педагог, перекладач Іван Сойко, нар. у Шкроботівці на Шумщині